# Miraculum: Biedronka i Czarny Kot
Miraculum: Biedronka i Czarny Kot (fr. Miraculous, les aventures de Ladybug et Chat Noir, ang. Miraculous: Tales of Ladybug and Cat Noir) – francusko-japońsko-koreański serial animowany emitowany w Korei Południowej od 1 września 2015 i we Francji od 19 października 2015.

## Produkcja i premiera

### Sezon 1
Premiera serialu miała miejsce w Korei Południowej 1 września 2015 na antenie EBS, francuska 19 października 2015 na antenie TF1 w bloku TFOU, a w Polsce – przedpremierowo 6 grudnia 2015 na antenie Disney Channel, natomiast oficjalnie – 8 lutego 2016.

### Sezon 2
Sezon drugi został potwierdzony 20 listopada 2015, przez producenta serialu – Jeremy’ego Zaga. Druga seria została zapowiedziana na maj 2017, jednakże pod koniec marca premiera została przesunięta na lato 2017, a następnie na okres od września do grudnia. Ostatecznie zapowiedziano, że premiera odbędzie się w Stanach Zjednoczonych w grudniu 2017 na platformie internetowej Netflix, jednak przesunięto ją na wiosnę 2018. We Francji premiera drugiej serii odbyła się 26 października 2017, zaś koreańska miała odbyć się w marcu 2018, jednak ostatecznie odbyła się 2 kwietnia. W Polsce druga seria miała premierę 12 marca 2018, zaś finał – 31 maja 2019.

### Odcinek specjalny – „Mikołajdak”
Wiosną 2016, został zapowiedziany specjalny odcinek serialu, o tematyce świątecznej, w formie musicalu. Początkowo odcinek miał liczyć 40 minut, jednak z niewiadomych przyczyn odcinek finalnie liczy tyle minut, ile standardowe odcinki. We Francji premiera odcinka miała miejsce 11 grudnia 2016, zaś w Polsce rok później – 6 grudnia 2017.

### Sezon 3
Serial został przedłużony o serię trzecią 20 listopada 2015, przez producenta serialu – Jeremy’ego Zaga. Światowa premiera trzeciej serii miała miejsce w grudniu 2018, we Francji 14 kwietnia 2019, a w Korei Południowej – 5 września tego samego roku. W Polsce trzecia seria miała premierę 4 listopada 2019 na Disney Channel.

### Odcinek specjalny – „Świat Miraculum: Zjednoczeni Herosi w Nowym Jorku”
25 lipca 2016, producent serialu – Jeremy Zag – zasugerował możliwość pojawienia się crossoveru seriali: Miraculum: Biedronka i Czarny Kot, Ghost Force i Pixie Girl, jednak później zrezygnowano z tego pomysłu. 14 lutego 2017, Jeremy Zag opublikował grafikę promującą odcinek specjalny, którego akcja miałaby miejsce w Nowym Jorku. 19 października 2019, Method Animation i ON Animation Studios ogłosiły, że poszukują zespołu do pomocy przy tworzeniu storyboardów do 52-minutowego odcinka specjalnego, zatytułowanego „Miraculous New York”. 15 czerwca 2020, Jeremy Zag opublikował na instagramie grafikę promującą odcinek, wraz z informacją, że premiera odcinka przewidziana jest na 2020 rok. Tego samego dnia, kanał Disney Channel Francja opublikował opis odcinka, wraz z datą pojawienia się odcinka. Francuska premiera odbyła się 26 września 2020 roku, zaś amerykańska dzień wcześniej – 25 września 2020 roku. Polska premiera odbyła się 19 grudnia 2020 roku o godz. 16.00 na Disney Channel.

### Odcinek specjalny – „Świat Miraculum: Legenda o Smoczycy z Szanghaju”
Z początku zapowiedziany na San Diego Comic Con 2016 jako „Miraculous: Chińska Legenda”, a sam odcinek miał być wykonany w technice 2D. Później jednak wstrzymano pracę nad produkcją odcinka, lecz w 2020 roku poinformowano, że wznowiono produkcję. Globalna premiera odcinka była przewidywana na wiosnę 2021 roku. Jak się później okazało, światowa premiera nastąpiła we Francji 4 kwietnia 2021 roku. W Polsce premiera odbyła się 29 maja 2021 roku.

### Sezon 4
Seria czwarta została potwierdzona przez Jeremy’ego Zaga 22 stycznia 2018. Z początku premiera przewidywana była na jesień 2020, jednak z powodu wybuchu pandemii COVID-19, premiera została przełożona na 2021 rok. We Francji premiera nastąpiła 11 kwietnia 2021 roku.

## Fabuła

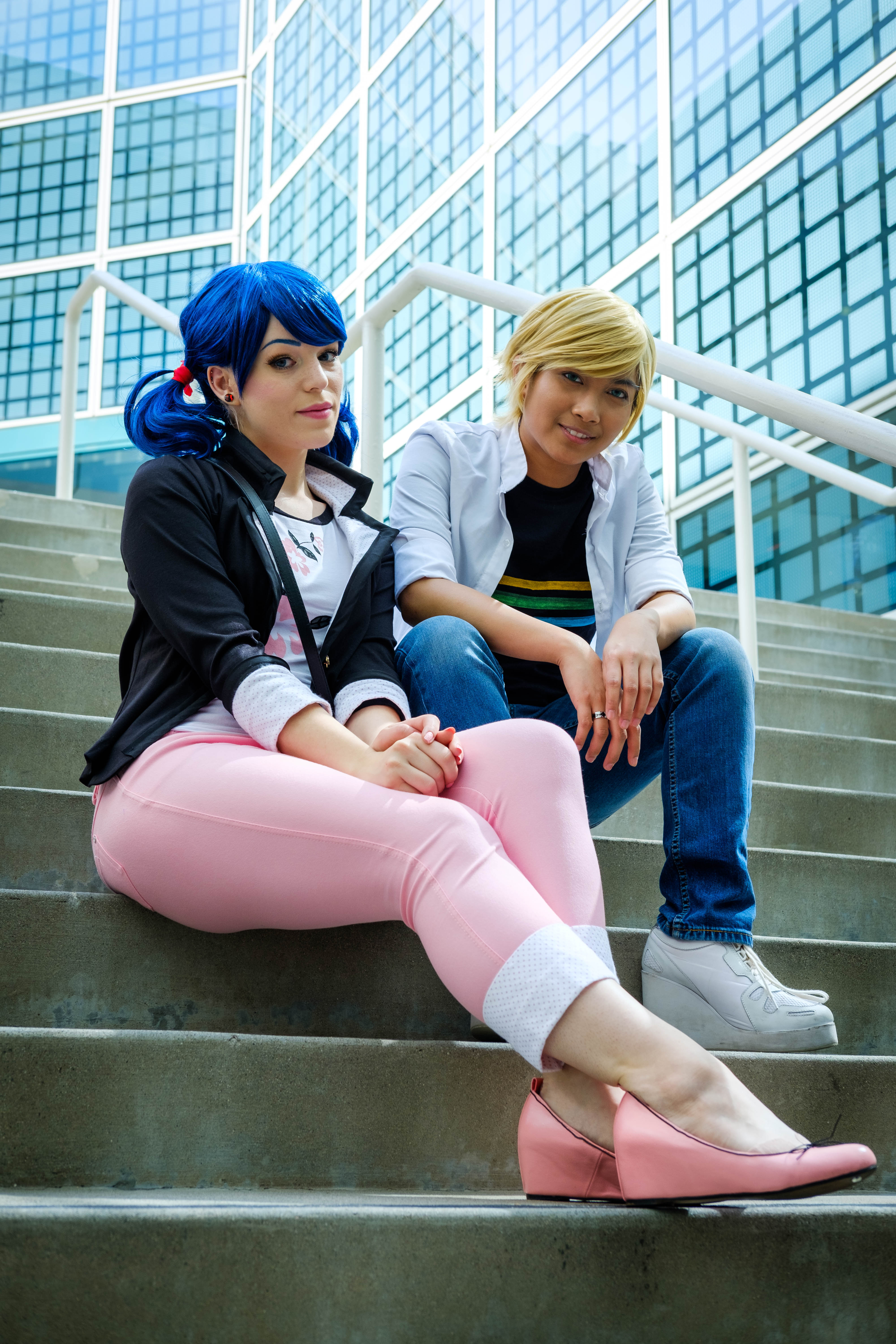
Marinette i Adrien (cosplay)

### Sezon 1
Marinette i Adrien to dwoje nastolatków, którzy się wyróżniają: zostali wybrani, aby chronić Paryż od zła! Powierzono im ważną misję – ochrona przed Akumami, stworzeniami odpowiedzialnymi za przekształcanie normalnych ludzi w super-złoczyńców. Biorąc udział w przygodach, dwoje nastolatków staje się super-bohaterami: Marinette zmienia się w Biedronkę, a Adrien w Czarnego Kota. Ale Biedronka i Czarny Kot nie znają swoich tożsamości. Marinette nie zdaje sobie sprawy, że pod kostiumem Czarnego Kota skrywa się Adrien, jej sekretny ukochany. Podobnie Adrien nie wie, że Biedronka to tak naprawdę Marinette – jedna z dziewcząt z jego klasy.

### Sezon 2
Dwójka nowych uczniów dołącza do szkoły i zawraca w głowie Marinette oraz Adrienowi: Kagami i Luka. Mistrz Fu, uzdrowiciel Kwami oraz Strażnik Miraculów, odkrywa nowe moce Miraculów, a także powierza Biedronce zadanie – wybór, komu powierzyć Miracula. Wybór pada na Królową Pszczół, Rudą Kitkę oraz Pancernika, którzy od czasu do czasu stają się super-bohaterami, podczas szczególnie trudnych misji i zadań. Biedronka i Czarny Kot zyskują nowych sojuszników oraz nowe moce. Wszystko po to, aby zniweczyć straszny plan, który Władca Ciem przygotowuje od dawna i zamierza wcielić go w życie.

### Sezon 3
Koniec końców Marinette i Adrien zostają przyjaciółmi. Jednak uczennica odkrywa, że wyznanie uczuć swojemu przyjacielowi nie jest takie proste, jak się wydaje, a wręcz przeciwnie! Biedronka i Czarny Kot zdobywają nowe moce oraz sojuszników, których mogą wezwać, gdy wymagać będzie tego sytuacja, a walka z Władcą Ciem staje się coraz cięższa i cięższa. Ich odwieczny wróg również staje się silniejszy i może liczyć na pomoc swojej sojuszniczki – Mayury, super-złoczyńcy zdolnej do tworzenia sprzymierzeńców dla zakumizowanych super-złoczyńców.

### Sezon 4
Marinette jest nie tylko Biedronką, super-bohaterką, która chroni Paryż przed atakami super-złoczyńców, ale teraz jest również Strażniczką Miraculów. Oznacza to, że nie tylko musi ukrywać swoją tożsamość, ale również istnienie szesnastu magicznych stworzeń, Kwami! Marinette odczuwa coraz większą presję, nie wspominając już o życiu szkolnym i emocjonalnym. Teraz ma jeszcze mniej czasu i okazji, aby powiedzieć Adrienowi o swoich uczuciach…
Marinette będzie musiała dołożyć starań, aby chronić swoje sekrety, a Biedronka będzie musiała stać się jeszcze silniejsza, aby pokonać rosnącego na sile przeciwnika: Władcę Mroku, który może teraz połączyć Miraculum Motyla oraz Pawia! Na szczęście Biedronka może liczyć na Czarnego Kota oraz nowych sojuszniczych super-bohaterów!

### Sezon 5
Nowy sezon skupi się wokół naszych pierwotnych głównych bohaterów – Biedronki i Czarnego Kota – walczących z przeciwnikiem, który jest teraz silniejszy niż kiedykolwiek po zdobyciu wszystkich Miraculów, z wyjątkiem kilku pozostałych: dwóch należących do naszych bohaterów i jednego z pawiem, który jest teraz w rękach tajemniczego Félixa.
Stawki nigdy nie były wyższe niż w tym sezonie! Nie tylko w walce o odzyskanie utraconego Miraculum, ale także w relacji między Marinette i Adrienem, którzy zostali głęboko dotknięci wydarzeniami z końca czwartego sezonu. Jeśli chodzi o dawnych posiadaczy Miraculum, mimo utraty mocy, kontynuują działania i znajdują sposoby, aby pomóc Biedronce i Czarnemu Kotu.

### Sezon 6
Władca Ciem został pokonany, ale tajemnicza postać która zabrała jego miraculum, wciąż zagraża mieszkańcom Paryża. Nieznana jest nawet jego płeć i imię. Wydaje się że gorzej być nie mogło, jednak Biedronka i Czarny Kot mają teraz do pomocy całą armię superbohaterów gotowych stanąć do walki.
Marinette i Adrien w końcu wyznali sobie swoje uczucia. Choć bardzo się kochają nadal muszą ukrywać swoje sekretne tożsamości oraz inne tajemnice. Nastolatkowie stawiają więc codziennie walkę nie tylko przeciw złoczyńcom ale również swoim codziennym, zwykłym problemom

## Obsada
| Postać                             | Wersja językowa | Wersja językowa   | Wersja językowa    | Wersja językowa         | Wersja językowa |
| Postać                             | Koreańska       | Angielska         | Francuska          | Polska                  |                 |
| ---------------------------------- | --------------- | ----------------- | ------------------ | ----------------------- | --------------- |
| Marinette Dupain-Cheng / Biedronka | Yeo Min-jeong   | Cristina Vee      | Anouck Hautbois    | Marta Dobecka           |                 |
| Adrien Agreste / Czarny Kot        | Nam Doh-hyeong  | Bryce Papenbrook  | Benjamin Bollen    | Maksymilian Bogumił     |                 |
| Gabriel Agreste / Monarcha         | Hong Shi-ho     | Keith Silverstein | Antoine Tomé       | Michał Konarski         |                 |
| Tikki                              | Chang Eun-sook  | Mela Lee          | Marie Nonnenmacher | Agata Paszkowska        |                 |
| Plagg                              | Jun Tae-yul     | Max Mittelman     | Thierry Kazazian   | Mateusz Weber           |                 |
| Alya Césaire / Ruda Kitka          | Kim Eun-ah      | Carrie Keranen    | Fanny Bloc         | Marta Dylewska          |                 |
| Nino Lahiffe / Pancernik           | Hong Bum-ki     | Ben Diskin        | Alexandre Nguyen   | Otar Saralidze          |                 |
| Chloé Bourgeois / Królowa Pszczół  | Jun Hae-ri      | Selah Victor      | Marie Chevalot     | Milena Suszyńska-Dziuba |                 |

## Spis serii
| Sezon                                   | Sezon                        | Odcinki                      | Premierowa emisja    | Premierowa emisja    | Premierowa emisja   | Premierowa emisja    |
| Sezon                                   | Sezon                        | Odcinki                      | Premiera serii       | Finał serii          | Premiera serii      | Finał serii          |
| --------------------------------------- | ---------------------------- | ---------------------------- | -------------------- | -------------------- | ------------------- | -------------------- |
|                                         | 1                            | 26                           | 19 października 2015 | 30 października 2016 | 6 grudnia 2015      | 29 października 2016 |
|                                         | 2                            | 25                           | 26 października 2017 | 18 listopada 2018    | 12 marca 2018       | 31 maja 2019         |
|                                         | 3                            | 26                           | 14 kwietnia 2019     | 8 grudnia 2019       | 4 listopada 2019    | 6 grudnia 2019       |
|                                         | 4                            | 26                           | 11 kwietnia 2021     | 13 marca 2022        | 4 października 2021 | 13 kwietnia 2022     |
|                                         | 5                            | 27                           | 24 października 2022 | 1 listopada 2023     | 21 listopada 2022   | 30 listopada 2023    |
|                                         | 6                            | 26                           | 23 marca 2025        | bd.                  | 7 kwietnia 2025     | bd.                  |
| Odcinki specjalne przypisane do sezonów |                              |                              |                      |                      |                     |                      |
|                                         | Mikołajdak                   | Mikołajdak                   | 11 grudnia 2016      | 11 grudnia 2016      | 6 grudnia 2017      | 6 grudnia 2017       |
|                                         | Akcja                        | Akcja                        | 9 września 2023      | 9 września 2023      | 23 listopada 2023   | 23 listopada 2023    |
| Świat Miraculum                         |                              |                              |                      |                      |                     |                      |
|                                         | Nowy Jork                    | Nowy Jork                    | 26 września 2020     | 26 września 2020     | 19 grudnia 2020     | 19 grudnia 2020      |
|                                         | Szanghaj                     | Szanghaj                     | 4 kwietnia 2021      | 4 kwietnia 2021      | 29 maja 2021        | 29 maja 2021         |
|                                         | Paryż                        | Paryż                        | 21 października 2023 | 21 października 2023 | 16 grudnia 2023     | 16 grudnia 2023      |
|                                         | Londyn                       | Londyn                       | 5 października 2024  | 5 października 2024  | 30 listopada 2024   | 30 listopada 2024    |
| Filmy                                   |                              |                              |                      |                      |                     |                      |
|                                         | Biedronka i Czarny Kot: Film | Biedronka i Czarny Kot: Film | 5 lipca 2023         | 5 lipca 2023         | 7 lipca 2023        | 7 lipca 2023         |

## Nagrody i nominacje
| Rok  | Nagroda                           | Kategoria | Rezultat  |
| ---- | --------------------------------- | --- | --------- |
| 2016 | Brazilian Toy Magazine Awards     | Najlepsza zabawka krajowa roku 2016                                                                                  | Wygrana   |
| 2016 | Brazilian Toy Magazine Awards     | Najlepsza marka roku 2016                                                                                            | Wygrana   |
| 2016 | Ri Happy Awards                   | Najlepsza marka roku 2016                                                                                            | Wygrana   |
| 2016 | Latam Expo Licencing Awards       | Najlepsza marka roku 2016                                                                                            | Wygrana   |
| 2017 | Brazilian Toy Magazine Awards     | Najlepsza zabawka krajowa roku 2017                                                                                  | Wygrana   |
| 2017 | Licencias de Actualidad           | Najlepsza licencja roku                                                                                              | Wygrana   |
| 2017 | Licencias de Actualidad           | Licencja na najlepszą rozrywkę                                                                                       | Wygrana   |
| 2017 | Licencias de Actualidad           | Najlepsza promocja (Ladybug Tosta Rica)                                                                              | Wygrana   |
| 2017 | 2017 OVA-ies TV Animation Awards  | Najlepsza animowana główna postać roku 2017 (Marinette Dupain-Cheng)                                                 | Nominacja |
| 2017 | 2017 OVA-ies TV Animation Awards  | Najlepsze efekty wizualne dla serialu animowanego 2017 (Niezwykła Biedronka)                                         | Nominacja |
| 2018 | Teen Choice Awards                | Wybór animowanego serialu telewizyjnego                                                                              | Wygrana   |
| 2018 | The British Licensing Awards 2018 | Najlepsza licencjonowana nieruchomość dla dzieci lub młodzieży                                                       | Nominacja |
| 2018 | The British Licensing Awards 2018 | Najlepsza licencjonowana oferta odzieży dziecięcej (Miraculous bielizna nocna dla Character.com od Aykroyd and Sons) | Nominacja |
| 2018 | Brazilian Toy Magazine Awards     | Najlepsza zabawka krajowa 2018                                                                                       | Wygrana   |
| 2018 | Bolonia Licensing Trade Fair      | Najlepsza nieruchomość dla dzieci                                                                                    | Wygrana   |
| 2018 | 2018 OVA-ies TV Animation Awards  | Najlepsza animowana główna postać 2018 (Marinette Dupain-Cheng)                                                      | Wygrana   |
| 2018 | 2018 OVA-ies TV Animation Awards  | Najlepsza postać wspierająca animację 2018 (Władca Ciem)                                                             | Nominacja |
| 2019 | Bolonia Licensing Trade Fair      | Nagroda specjalna Fashion Kids with Miraculous by Guess                                                              | Wygrana   |
| 2019 | The 2019 Tell-Tale TV Awards      | Najlepszy serial animowany                                                                                           | Wygrana   |
| 2020 | Bolonia Licensing Awards          | Najlepszy licencjonowany projekt wieku przedszkolnego                                                                | Wygrana   |